# Torneo masculino de fútbol en los Juegos de las Islas de 2023
El fútbol masculino en los Juegos de las Islas de 2023 se disputó entre el 9 y el 14 de julio de 2023. Participaron en el torneo 16 selecciones, teniendo la selección de Guernsey como la anfitrión. 

## Participantes
| - Åland - Bermudas sub-23 - Islas Malvinas - Frøya - Gozo - Groenlandia - Guernsey - Santa Helena | - Isla de Man - Isla de Wight - Jersey - Menorca - Islas Orcadas - Shetland - Hébridas Exteriores - Anglesey |

## Fase de grupos

### Grupo A
| Pos. | Selección           | PJ | PG | PE | PP | GF | GC | DG | Pts |
| ---- | ------------------- | -- | -- | -- | -- | -- | -- | -- | --- |
| 1    | Isla de Wight       | 3  | 3  | 0  | 0  | 5  | 1  | +4 | 9   |
| 2    | Guernsey            | 3  | 2  | 0  | 1  | 6  | 3  | +3 | 6   |
| 3    | Hébridas Exteriores | 3  | 1  | 0  | 2  | 2  | 2  | 0  | 3   |
| 4    | Åland               | 3  | 0  | 0  | 3  | 1  | 8  | −7 | 0   |

| Fecha                      | Lugar         |                     |                                | Resultado |                                |                     |
| -------------------------- | ------------- | ------------------- | ------------------------------ | --------- | ------------------------------ | ------------------- |
| 9 de julio de 2023, 10:30  | Saint Samsaon | Åland               | Bandera de Åland               | 0:2       | Bandera de Isla de Wight       | Isla de Wight       |
| 9 de julio de 2023, 18:30  | Saint Samsaon | Guernsey            | Bandera de Guernsey            | 1:0       | Bandera de Hébridas Exteriores | Hébridas Exteriores |
| 10 de julio de 2023, 14:30 | Saint Martin  | Hébridas Exteriores | Bandera de Hébridas Exteriores | 0:1       | Bandera de Isla de Wight       | Isla de Wight       |
| 10 de julio de 2023, 18:30 | Saint Samsaon | Guernsey            | Bandera de Guernsey            | 4:1       | Bandera de Åland               | Åland               |
| 11 de julio de 2023, 18:30 | Saint Samsaon | Guernsey            | Bandera de Guernsey            | 1:2       | Bandera de Isla de Wight       | Isla de Wight       |
| 11 de julio de 2023, 18:30 | Saint Samsaon | Åland               | Bandera de Åland               | 0:2       | Bandera de Hébridas Exteriores | Hébridas Exteriores |

### Grupo B
| Pos. | Selección      | PJ | PG | PE | PP | GF | GC | DG  | Pts |
| ---- | -------------- | -- | -- | -- | -- | -- | -- | --- | --- |
| 1    | Anglesey       | 3  | 3  | 0  | 0  | 9  | 2  | +7  | 9   |
| 2    | Shetland       | 3  | 2  | 0  | 1  | 7  | 5  | +2  | 6   |
| 3    | Isla de Man    | 3  | 1  | 0  | 2  | 6  | 5  | +1  | 3   |
| 4    | Islas Malvinas | 3  | 0  | 0  | 3  | 2  | 12 | −10 | 0   |

| Fecha                      | Lugar         |                |                               | Resultado |                               |                |
| -------------------------- | ------------- | -------------- | ----------------------------- | --------- | ----------------------------- | -------------- |
| 9 de julio de 2023, 14:30  | Saint Samsaon | Isla de Man    | Bandera de Isla de Man        | 3:0       | Bandera de las Islas Malvinas | Islas Malvinas |
| 9 de julio de 2023, 18:30  | Saint Martin  | Anglesey       |                               | 2:0       |                               | Shetland       |
| 10 de julio de 2023, 18:30 | Saint Samsaon | Islas Malvinas | Bandera de las Islas Malvinas | 1:5       |                               | Anglesey       |
| 10 de julio de 2023, 18:30 | Saint Samsaon | Shetland       |                               | 3:2       | Bandera de Isla de Man        | Isla de Man    |
| 11 de julio de 2023, 18:30 | Saint Samsaon | Islas Malvinas | Bandera de las Islas Malvinas | 1:4       |                               | Shetland       |
| 11 de julio de 2023, 18:30 | Saint Martin  | Isla de Man    | Bandera de Isla de Man        | 1:2       |                               | Anglesey       |

### Grupo C
| Pos. | Selección       | PJ | PG | PE | PP | GF | GC | DG  | Pts |
| ---- | --------------- | -- | -- | -- | -- | -- | -- | --- | --- |
| 1    | Bermudas sub-23 | 3  | 3  | 0  | 0  | 12 | 3  | +9  | 9   |
| 2    | Groenlandia     | 3  | 1  | 1  | 1  | 6  | 5  | +1  | 4   |
| 3    | Islas Orcadas   | 3  | 1  | 1  | 1  | 6  | 6  | 0   | 4   |
| 4    | Frøya           | 3  | 0  | 0  | 3  | 2  | 12 | −10 | 0   |

| Fecha                      | Lugar            |                 |                                | Resultado      |                                |                 |
| -------------------------- | ---------------- | --------------- | ------------------------------ | -------------- | ------------------------------ | --------------- |
| 9 de julio de 2023, 10:30  | Saint Samsaon    | Bermudas sub-23 | Bandera de Bermudas            | 7:0            | Bandera del Municipio de Frøya | Frøya           |
| 9 de julio de 2023, 10:30  | Saint Martin     | Islas Orcadas   |                                | 2:2 (pen. 3-4) | Bandera de Groenlandia         | Groenlandia     |
| 10 de julio de 2023, 10:30 | Saint Samsaon    | Groenlandia     | Bandera de Groenlandia         | 2:0            | Bandera del Municipio de Frøya | Frøya           |
| 10 de julio de 2023, 18:30 | Saint Martin     | Bermudas sub-23 | Bandera de Bermudas            | 2:1            |                                | Islas Orcadas   |
| 11 de julio de 2023, 10:30 | Saint Peter Port | Frøya           | Bandera del Municipio de Frøya | 2:3            |                                | Islas Orcadas   |
| 11 de julio de 2023, 10:30 | Saint Samsaon    | Groenlandia     | Bandera de Groenlandia         | 2:3            | Bandera de Bermudas            | Bermudas sub-23 |

### Grupo D
| Pos. | Selección    | PJ | PG | PE | PP | GF | GC | DG  | Pts |
| ---- | ------------ | -- | -- | -- | -- | -- | -- | --- | --- |
| 1    | Jersey       | 3  | 3  | 0  | 0  | 10 | 0  | +10 | 9   |
| 2    | Gozo         | 3  | 2  | 0  | 1  | 4  | 1  | +3  | 6   |
| 3    | Menorca      | 3  | 1  | 0  | 2  | 5  | 5  | 0   | 3   |
| 4    | Santa Helena | 3  | 0  | 0  | 3  | 0  | 13 | −13 | 0   |

| Fecha                      | Lugar         |              |                                                      | Resultado |                                                      |              |
| -------------------------- | ------------- | ------------ | ---------------------------------------------------- | --------- | ---------------------------------------------------- | ------------ |
| 9 de julio de 2023, 14:30  | Saint Samsaon | Jersey       | Bandera de Jersey                                    | 1:0       | Bandera de Gozo                                      | Gozo         |
| 9 de julio de 2023, 18:30  | Saint Samsaon | Menorca      |                                                      | 5:0       | Bandera de Santa Elena, Ascensión y Tristán de Acuña | Santa Helena |
| 10 de julio de 2023, 14:30 | Saint Samsaon | Gozo         | Bandera de Gozo                                      | 3:0       | Bandera de Santa Elena, Ascensión y Tristán de Acuña | Santa Helena |
| 10 de julio de 2023, 14:30 | Saint Samsaon | Jersey       | Bandera de Jersey                                    | 4:0       |                                                      | Menorca      |
| 11 de julio de 2023, 10:30 | Saint Martin  | Menorca      |                                                      | 0:1       | Bandera de Gozo                                      | Gozo         |
| 11 de julio de 2023, 10:30 | Saint Samsaon | Santa Helena | Bandera de Santa Elena, Ascensión y Tristán de Acuña | 0:5       | Bandera de Jersey                                    | Jersey       |

## Rondas de colocación

### Disputa de 15º lugar
| Fecha                      | Lugar        |       |                                | Resultado |                                                      |              |
| -------------------------- | ------------ | ----- | ------------------------------ | --------- | ---------------------------------------------------- | ------------ |
| 13 de julio de 2023, 10:30 | Saint Martin | Frøya | Bandera del Municipio de Frøya | 4-2       | Bandera de Santa Elena, Ascensión y Tristán de Acuña | Santa Helena |

### Disputa de 13º lugar
| Fecha                      | Lugar         |       |                  | Resultado      |                               |                |
| -------------------------- | ------------- | ----- | ---------------- | -------------- | ----------------------------- | -------------- |
| 13 de julio de 2023, 10:30 | Saint Samsaon | Åland | Bandera de Åland | 1-1 (pen. 4-2) | Bandera de las Islas Malvinas | Islas Malvinas |

### Disputa de 11º lugar
| Fecha                      | Lugar         |                     |                                | Resultado |  |         |
| -------------------------- | ------------- | ------------------- | ------------------------------ | --------- |  | ------- |
| 13 de julio de 2023, 10:30 | Saint Samsaon | Hébridas Exteriores | Bandera de Hébridas Exteriores | 2:1       |  | Menorca |

### Disputa de 9º lugar
| Fecha                      | Lugar         |               |  | Resultado |                        |             |
| -------------------------- | ------------- | ------------- |  | --------- | ---------------------- | ----------- |
| 13 de julio de 2023, 14:30 | Saint Samsaon | Islas Orcadas |  | 0:1       | Bandera de Isla de Man | Isla de Man |

### Disputa de 7º lugar
| Fecha                      | Lugar         |          |  | Resultado |                        |             |
| -------------------------- | ------------- | -------- |  | --------- | ---------------------- | ----------- |
| 13 de julio de 2023, 14:30 | Saint Samsaon | Shetland |  | 5:1       | Bandera de Groenlandia | Groenlandia |

### Disputa de 5º lugar
| Fecha                      | Lugar        |          |                     | Resultado |                 |      |
| -------------------------- | ------------ | -------- | ------------------- | --------- | --------------- | ---- |
| 13 de julio de 2023, 14:30 | Saint Martin | Guernsey | Bandera de Guernsey | 1:0       | Bandera de Gozo | Gozo |

## Fase final

### Semifinales
| Fecha                      | Lugar         |               |                          | Resultado |                     |                 |
| -------------------------- | ------------- | ------------- | ------------------------ | --------- | ------------------- | --------------- |
| 13 de julio de 2023, 18:30 | Saint Samsaon | Isla de Wight | Bandera de Isla de Wight | 2:3       | Bandera de Jersey   | Jersey          |
| 13 de julio de 2023, 18:30 | Saint Martin  | Anglesey      |                          | 2:0       | Bandera de Bermudas | Bermudas sub-23 |

### Disputa por el bronce
| Fecha                      | Lugar        |                 |                     | Resultado |                          |               |
| -------------------------- | ------------ | --------------- | ------------------- | --------- | ------------------------ | ------------- |
| 14 de julio de 2023, 14:30 | Saint Martin | Bermudas sub-23 | Bandera de Bermudas | 1:2       | Bandera de Isla de Wight | Isla de Wight |

### Disputa por el oro
| Fecha                      | Lugar            |          |  | Resultado |                   |        |
| -------------------------- | ---------------- | -------- |  | --------- | ----------------- | ------ |
| 14 de julio de 2023, 15:30 | Saint Peter Port | Anglesey |  | 2:5       | Bandera de Jersey | Jersey |

## Goleadores
| Jugador        | Selección     | Goles |
| -------------- | ------------- | ----- |
| Jake Scrimshaw | Isla de Wight | 7     |
| Nemo Thomsen   | Groenlandia   | 6     |
| Liam Morris    | Anglesey      | 5     |
| Jai Bean       | Bermudas      | 4     |
| Tokia Russell  | Bermudas      | 4     |
| Karl Hinds     | Jersey        | 4     |
| Toby Ritzema   | Jersey        | 4     |

## Posición final
| Pos. | Equipo              |
| ---- | ------------------- |
|      | Jersey              |
|      | Anglesey            |
|      | Isla de Wight       |
| 4    | Bermudas            |
| 5    | Guernsey            |
| 6    | Gozo                |
| 7    | Shetland            |
| 8    | Groenlandia         |
| 9    | Isla de Man         |
| 10   | Islas Orcadas       |
| 11   | Hébridas Exteriores |
| 12   | Menorca             |
| 13   | Åland               |
| 14   | Islas Malvinas      |
| 15   | Frøya               |
| 16   | Santa Helena        |